# Bélgida
Bélgida (oficialmente y en valenciano Bèlgida) es un municipio de la Comunidad Valenciana, España. Pertenece a la provincia de Valencia, en la comarca del Valle de Albaida. Cuenta con una población de 640 habitantes (INE 2024).

## Geografía
La villa está situada en la parte llana del término, junto a la carretera Albaida-Gandía, y se emplaza en la vertiente septentrional de la sierra de Benicadell, donde la superficie del término es llana en el sector norte y montañosa en la cuña que forma por las vertientes de Benicadell, alcanzando la cresta de la sierra, formando límite con la provincia de Alicante. Las alturas principales son: Alto de la Fuenfría (754 m), Alto Quemado (894 m) y Alto Redó (994 m). Cruza el término de sur a norte el río de la Mata, al que afluyen los barrancos de Bélgida o del Molino y el de Redaguanya, tributando sus aguas al río Micena. Dentro del término están las fuentes del Grapat, Baix y Freda.
El clima es templado y las lluvias las provocan los vientos de levante, durante los meses de noviembre a enero.
Desde Valencia, se accede a esta localidad a través de la A-7 para enlazar con la N-340.

### Localidades limítrofes
El término municipal de Bélgida limita con las siguientes localidades: Bufali, Carrícola, Montaberner, Otos, El Palomar YPuebla del Duc; todas de la provincia de Valencia y Muro de Alcoy de la provincia de Alicante.

## Historia
En su término se han encontrado abundantes yacimientos prehistóricos (eneolíticos) que han proporcionado hallazgos de las culturas ibérica y romana. Su origen resulta, todavía, de dudosa determinación, si bien parece probable que su fundación fuera ibérica.
En 1250, el rey Jaime I la incorporó al espacio dominado por los cristianos, permitiendo la pervivencia de los árabes que la habitaban. Desde el siglo XIV formó parte de la baronía, que con el mismo nombre perteneció a la casa nobiliaria de los Bellvís, sobre la que ejercieron la jurisdicción civil y criminal, así como el dominio territorial que fue notablemente aumentado tras la expulsión, en 1609, de la población morisca. Su lugar fue ocupado por los 65 nuevos pobladores cristianos que aceptaron la carta puebla de 1611.

## Demografía
Bélgida cuenta con una población de 640 habitantes (INE 2024).
| Gráfica de evolución demográfica de Bélgida entre 1842 y 2021                                                       |
| |
| Población de derecho según los censos de población del INE Población de hecho según los censos de población del INE |

## Economía
Antiguamente predominaban los cultivos de secano: uva de mesa, olivos y algarrobos. En la actualidad predominan los cultivos del naranjo y del caqui, cultivos de regadío. La actividad industrial se deriva de la agricultura: molinos de aceite, bodegas vinícolas y fabricación de insecticidas.

## Administración y política
| Periodo   | Nombre                    | Partido     |
| --------- | ------------------------- | ----------- |
| 1979-1983 | Leonardo Sevadilla Giner  | Independent |
| 1983-1987 | Antonio Soler Tomás       | Independent |
| 1987-1991 | Juan Bautista Martí Tormo | PSPV-PSOE   |
| 1991-1995 | Juan Bautista Martí Tormo | PSPV-PSOE   |
| 1995-1999 | Enrique Ferri Boix        | PSPV-PSOE   |
| 1999-2003 | Enrique Ferri Boix        | PSPV-PSOE   |
| 2003-2007 | Carolina Alfonso Boix     | PP          |
| 2007-2011 | Carolina Alfonso Boix     | PP          |
| 2011-2015 | Diego Ibáñez Estarelles   | PSPV-PSOE   |
| 2015-2019 | Diego Ibáñez Estarelles   | PSPV-PSOE   |
| 2019-2023 | Diego Ibáñez Estarelles   | PSPV-PSOE   |

## Patrimonio
- Iglesia parroquial. Dedicada a San Lorenzo, se halla decorada con lienzos de Jerónimo Jacinto Espinosa y Pedro de Orrente y con frescos de los siglos XVI y XVII.
- Dentro del término municipal hay dos ermitas: la de San Antonio Abad y la del Calvario.
- Torre del Castillo Palacio de los Bellvís

## Fiestas locales
- Fiestas patronales. El 8 de agosto comen la tradicional Paella; el día 9 es "la Vesprada de Festes"; el 10 de agosto se celebran fiestas en honor de San Lorenzo, patrón de Bélgida, el día siguiente 11 de agosto la festividad es dedicada a la Santísima Trinidad y el tercer día de fiesta es el dedicado al Santísimo Ecce Homo de Bélgida.
- Fiesta a San Ramón "nonato". Dos semanas antes del miércoles de Ceniza se realiza la fiesta a San Ramón "nonato", siguiendo la tradición de finales del siglo XIX de hacer fiesta a san Ramón por haber salvado al pueblo de la epidemia del cólera.
- Carnaval. En la semana precedente a la Cuaresma se celebra el Carnaval, organizado por los "Quintos" del pueblo. Disfraces de niños del colegio, la tradicional "Gran Dançà", "l'enfarinà" del sábado después de la paella y los disfraces de la noche del sábado alrededor de la fuente en la plaza del Ayuntamiento son los actos más populares en estas fiestas.